# (54827) Kurpfalz
(54827) Kurpfalz est un astéroïde de la ceinture principale.

## Description
(54827) Kurpfalz est un astéroïde de la ceinture principale. Il fut découvert le 14 juillet 2001 à l'observatoire Palomar par le programme NEAT. Il présente une orbite caractérisée par un demi-grand axe de 2,39 UA, une excentricité de 0,21 et une inclinaison de 3,1° par rapport à l'écliptique.
Il est nommé d'après le nom allemand de l'Électorat palatin.